# Agriphila indivisellus
Agriphila indivisellus is een vlinder uit de familie grasmotten (Crambidae). De wetenschappelijke naam is voor het eerst geldig gepubliceerd in 1922 door Turati & Zanon.
De soort komt voor in Europa.